# Gynoxys lopezii
Gynoxys lopezii là một loài thực vật có hoa trong họ Cúc. Loài này được M.O.Dillon & Sagást. mô tả khoa học đầu tiên năm 1988.